# NGC 2055
NGC 2055 (również ESO 56-SC171) – gromada otwarta, znajdująca się w gwiazdozbiorze Złotej Ryby, w Wielkim Obłoku Magellana. Odkrył ją James Dunlop 24 września 1826 roku, niezależnie odkrył ją John Herschel 24 listopada 1834 roku.